# Ambostracon diegoensis
Ambostracon diegoensis is een mosselkreeftjessoort uit de familie van de Hemicytheridae. De wetenschappelijke naam van de soort is voor het eerst geldig gepubliceerd in 1943 door LeRoy.